# 入侵柬埔寨
柬埔寨战役（英語：Cambodian campaign），又称柬埔寨入侵、侵略柬埔寨是1970年由南越和美国在柬埔寨东部进行的一系列短暂军事行动，是越南战争和柬埔寨内战的一部分战役。1970年4月29日至7月22日期间，越南共和国军队（ARVN）进行了13次军事行动，1970年5月1日至6月30日期间，美国部队进行了13次军事行动。
该战役的目标是击败柬埔寨东部边境地区的越南人民军（PAVN）和越共（VC）的约4万名部队。柬埔寨的中立性和军事弱点使其领土成为一个安全区，越南人民军/越共部队可以在此建立基地，开展越境行动。随着美国转向越南化和撤军政策，它试图通过消除跨境威胁来支持南越政府。
1970年，柬埔寨政府发生变化，诺罗敦·西哈努克亲王被废黜，由亲美将军朗诺取代，这为摧毁这些基地提供了机会。一系列南越-高棉共和国的行动占领了几个城镇，但越南人民军/越共的军事和政治领导人险些逃脱了封锁线。这次行动部分是为了回应3月29日柬军对越南人民军的进攻，在这些行动之后，柬军占领了柬埔寨东部的大部分地区。盟军的军事行动未能消灭许多越南人民军与越共部队，也未能夺取他们难以捉摸的总部，即所谓的南越中央办事处（COSVN），他们在一个月前就离开了，但在柬埔寨缴获的大量物资促使人们声称取得了成功。

## 战前准备

### 背景
越南人民军一直在利用相对无人居住的柬埔寨东部的大片地区作为避难所，他们可以从南越的斗争中撤出，在不被攻击的情况下进行休息和改组。这些基地还被越南人民军和越共用来储存通过西哈努克小道大规模运入该地区的武器和其他物资。早在1963年，越南人民军部队就开始在柬埔寨境内活动。
1950年代末和1960年代初，南越军队在追捕反对吴廷琰政权的政治军事派别时，已经侵犯了柬埔寨的中立性。1966年，柬埔寨统治者诺罗敦·西哈努克亲王坚信共产党最终会在东南亚取得胜利，并对其统治的未来感到担忧，与中华人民共和国达成协议，允许在柬埔寨境内建立永久性的共产党基地，并使用柬埔寨的西哈努克市港口进行补给。:127:193

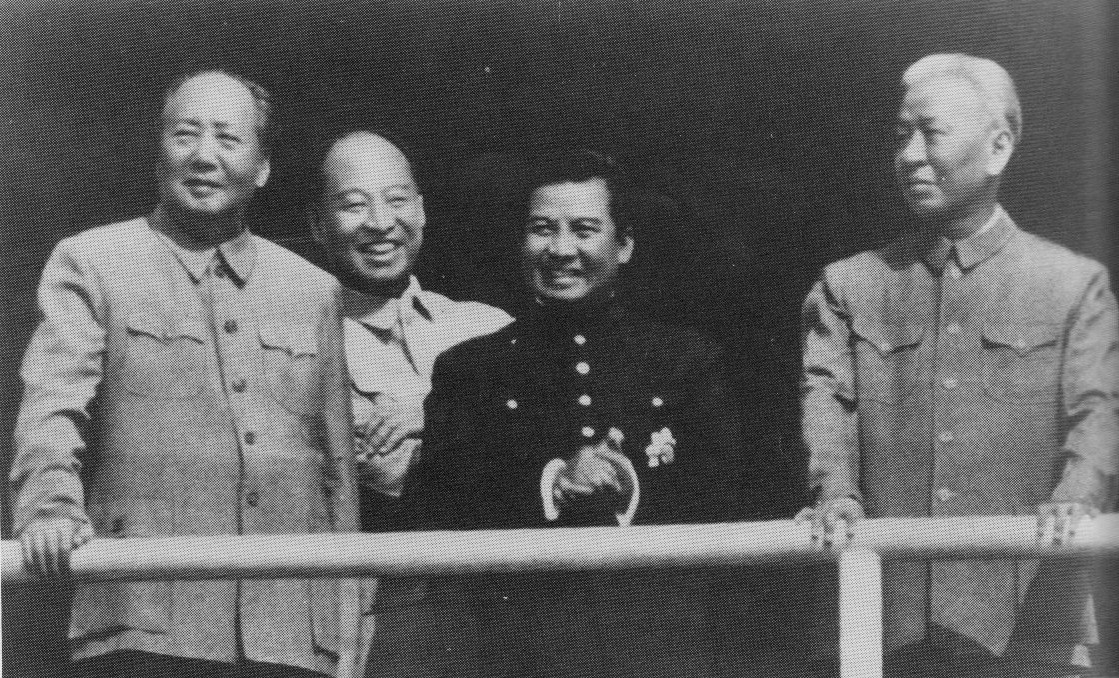
1965年在北京的会议：毛泽东、诺罗敦·西哈努克亲王，和刘少奇

1968年，被诺罗敦·西哈努克称为红色高棉的柬埔寨本土共产主义运动开始叛乱，以推翻政府。虽然他们当时从北越获得的物质帮助非常有限（河内政府没有动机推翻西哈努克，因为它对诺罗敦·西哈努克的持续“中立性”感到满意），但他们能够在越南/越共军队控制的地区为其部队提供庇护。:55
美国政府知道柬埔寨的这些战役，但没有在柬埔寨境内采取公开的军事行动，希望能说服多变的西哈努克改变立场。为实现这一目标，总统林登·约翰逊对西哈努克采取了军事行动。林登·约翰逊授权由秘密的研究和观察小组进行秘密的越境侦察行动，以收集关于越南人民军/越共在边境地区活动的情报（维苏威项目）。:129–130

### 菜单政变和北越攻势

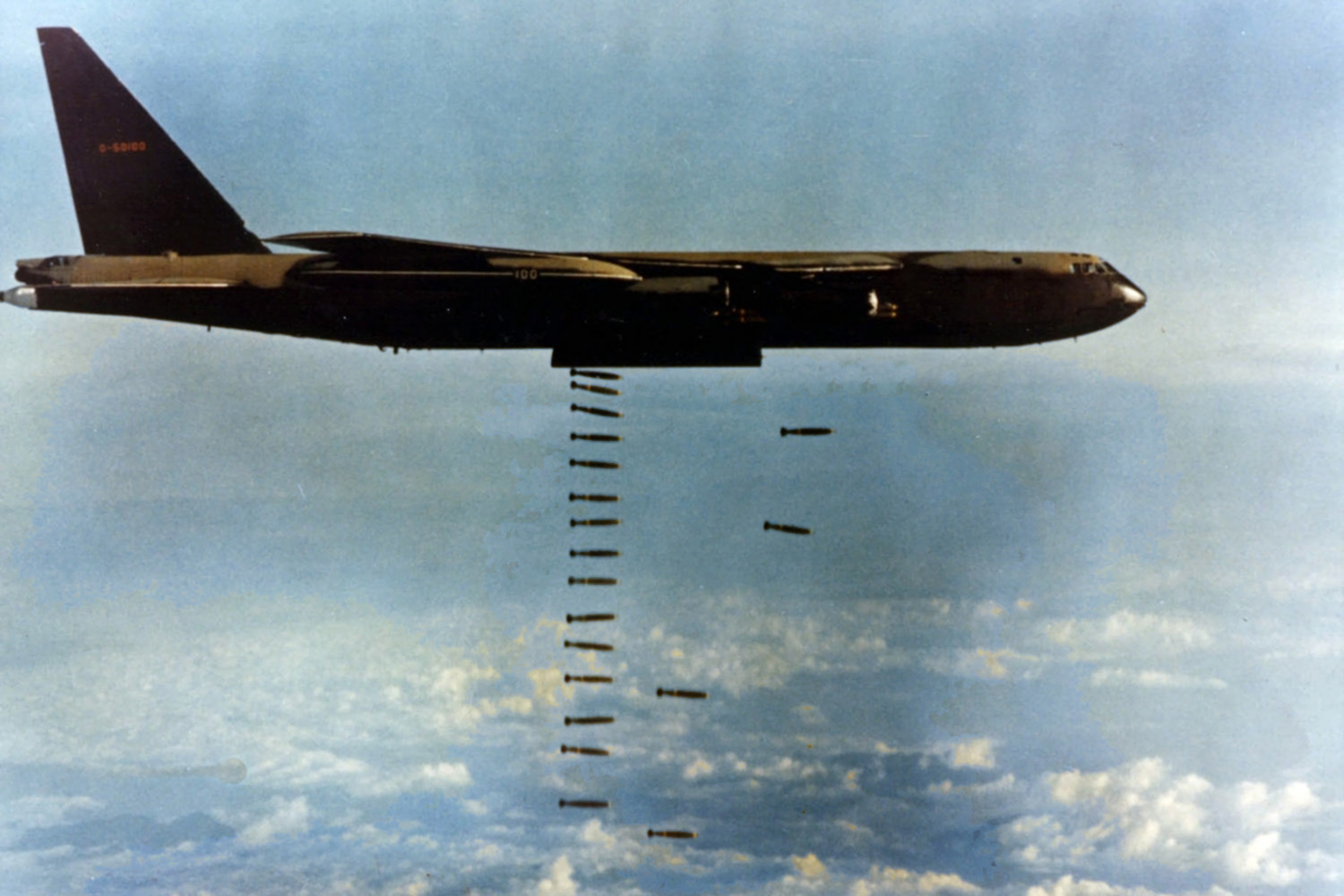
一架B-52D在东南亚上空执行轰炸任务。

美国军事援助越南司令部（MACV）的新指挥官上将克雷顿·艾布拉姆斯在尼克松就职后不久向总统理查德·尼克松建议用B-52D轰炸柬埔寨基地。在尼克松就职后不久，克雷顿·艾布拉姆斯向理查德·尼克松总统建议用B-52D轰炸机轰炸柬埔寨的基地地区。:127尼克松当初拒绝了，但随着越南人民军在南越发动1969年Tet攻坚战的攻势，突破口出现了。在南越发动的攻势。尼克松对他认为在停止轰炸北越后与河内达成的“协议”的违反感到愤怒，授权开展秘密的空中行动。:128菜单行动的第一个任务是在3月18日派出的，到14个月后完成时，已经飞行了3000多架次，并向柬埔寨东部投掷了108,000吨炸药。:127–133
1970年1月，当西哈努克在法国进行安息治疗时，柬埔寨各地举行了政府赞助的反越示威活动。:56–57持续的骚乱促使国防部长朗诺关闭西哈努克港，禁止共产党的物资进入，并在3月12日向北越发出最后通牒，要求其在72小时内从柬埔寨撤军。王子对他与共产党的“和谐模式”受到干扰感到愤怒，立即安排了一次对莫斯科和北京的访问，试图获得他们的同意，向河内施加压力，使其限制在柬埔寨的军队。:90
国家安全顾问亨利·基辛格在他的回忆录中写道："历史学家很少对决策者的心理压力做出公正的评价"。，并指出，到1970年初，尼克松总统感到非常被围困，并倾向于对他认为正在谋划垮台的世界进行抨击。:606尼克松曾发誓要在1969年11月1日前结束越南战争，但未能做到这一点，而在1969年秋季，他对最高法院的两项提名被参议院驳回。:606尼克松把他在最高法院的提名被拒绝当作个人的耻辱，他一直为此耿耿于怀。1970年2月，老挝“机密战争”被揭露，这让他很不高兴。:606–7